# Bábur mogul sah
Bábur (1483. február 14. — 1530. december 26.), (perzsa: بابر – Bābur, teljes neve Záhirud-Dín Muhammad perzsa ظهیرالدین محمد – Ẓāhirud-Dīn Muḥammad) az első mogul uralkodó Indiában, a Mogul Birodalom alapítója, író, költő, atyai oldalról Timur Lenk ötödik leszármazottja, anyja, Kutlug Nigár révén Dzsingisz mongol nagykán tizenötödik generációs leszármazottja volt. 1494-ben követte apját, Umar Sajh-t a ferganai trónon. Kortársai is magas műveltségű, intelligens uralkodónak tartották, támogatta a művészeteket, az irodalmat, ez utóbbit maga is magas szinten művelte. Leghíresebb műve önéletrajzi írása, a Báburnáme.

## Élete
Bábur örökölte apja küzdelmeit Közép-Ázsia termékeny területeiért és városaiért.
1497-ben sikeresen visszaverte nagybátyja, Szultán Ahmad Mirza szamarkandi uralkodó és másik nagybátyja, Mahmúd taskenti szultán betörési kísérleteit, és kihasználva unokatestvérei közötti viszálykodást, elfoglalta Szamarkandot. Négy hónappal később zsákmány hiányában és főhadiszállásán, Arididzsánban kitervelt összeesküvés miatt kénytelen volt elhagyni a várost. 

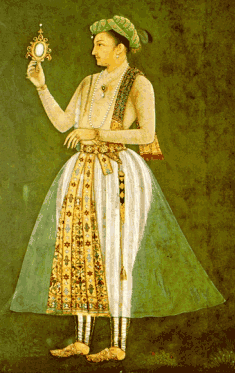

A mongolok egyik törzse, akik testvérét, Dzsáhángirt támogatták a hatalmi harcokban, kihasználták Bábur kényszerű távozását és lecsaptak a városra. Bábur, miután 1498—99-ben megosztozott fivérével a ferganai területek uralma fölött, megházasodott és versenyre kelt az erős hadsereget fenntartó üzbég törzsfővel, Sejbáni Kán Özbekkel, aki Szamarkand elfoglalására tört.
Bábur csak rajtaütéssel tudta elfoglalni a várost, miután Sejbáni kiéheztette azt, de ki kellett onnan vonulnia, mivel Sejbánitól 1501-ben vereséget szenvedett a Sahr-i Puli csatában. Bábur Adidzsánt is kénytelen volt átengedni testvére számára, amikor Sejbáni elfoglalta Szamarkandot, így gyakorlatilag földönfutó nomád lett, akinek személyes biztonsága már csak rokonainak jóindulatától függött. 
A nagybátyjai, Taskent és az Észak-Mogulisztán kánjai kelletlenül bár, de ellátták csapatokkal, hogy felvegye a harcot a szintén megerősödő mongol törzsfő, Tanbal ellen és biztosították támogatásukról. Tanbal azonban Sejbánihoz fordult, aki akkor a kánokat irányította a körzetben, ezért Bábur nem vette fel vele a harcot.
Bábur közel egy évig kóborolt a távoli Sukh és Hushya tartományokban kis számú nomád követői társaságában. 

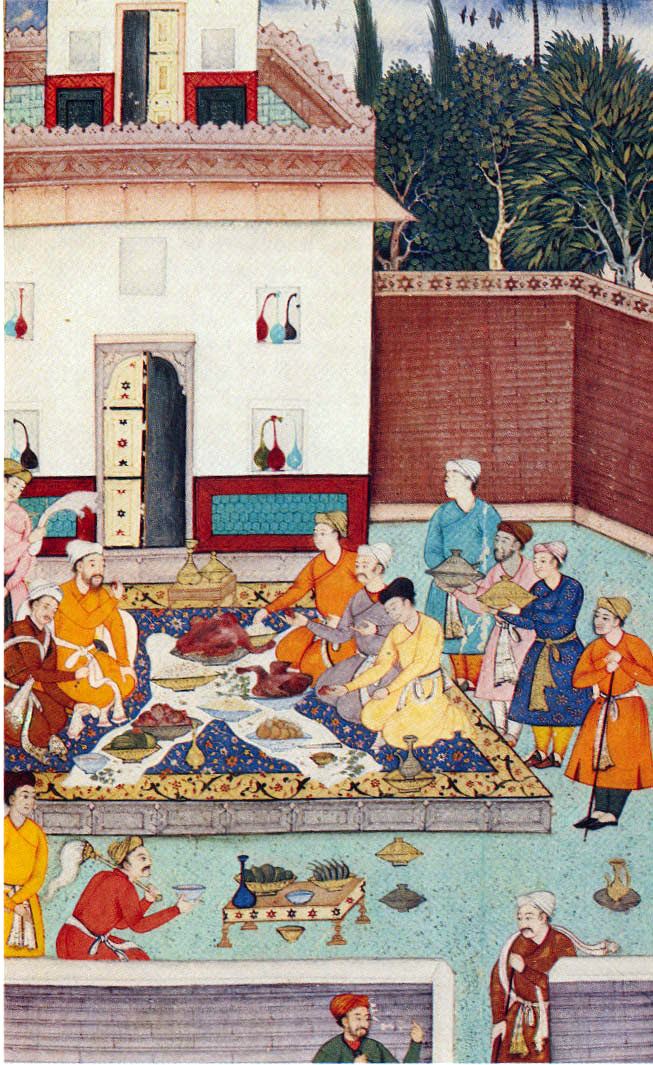

Sejbáni kán folyamatos sikerei arra késztették, hogy keressen egy biztonságos főhadiszállást Sejbáni érdekeltségi körén kívül. 1504-ben a 21 éves Bábur, egyedül a generációjából a Timuridák közül, úgy döntött, hogy elhagyja a közép-ázsiai térséget, ahol már mindent elveszített, és új hatalmi bázist alakít ki Horászán közelében, azzal a szándékkal, hogy egy későbbi időpontban visszatér szülőföldjére. Elkísérte őt két öccse, Dzsahángir és Nasszer. Útközben Horászán felé megváltoztatta terveit, átkelt a havas Hindukus hegységen és elfoglalta Kabult az afgán Argunoktól, akik kénytelenek voltak visszavonulni Kandahárba. Kabul 1501-ben még egyik nagybátyja kezén volt, de később az  Argunoké lett. Több üzbég menekült csatlakozott Báburhoz, aki testvéreivel meggyőzte a környező afgán törzseket, hogy támogassák őt.
1506-ban Kabulból Herátba ment Szultán Huszajn Mirza Bajkara megsegítésére, aki szintén Timurida volt, egyben távoli rokona. Bajkara ugyancsak az üzbégek ellen harcolt, de hirtelen halála miatt a hadjárat Sejbáni kán győzelmével zárult, aki meghódította Horászán nagyobb részét, és arra készült, hogy Báburt kiszorítsa a Hindukuson túlra.
Herát már Bábur előtt kifinomult udvari kultúrával rendelkezett, különösen jól példázzák ezt a városban született művészeti, irodalmi alkotások. Bár rövid ideig tartózkodott ott, maga is támogatta a városban élő művészeket. Itt ismerte meg Mir Ali Sir Navái (1441-1501) üzbég költő csagatáj török nyelven írt munkáit, aki Bábur odaérkezése előtt néhány évvel halt meg. Tisztelettel adózott Navái sírjánál, elolvasta a mester hatalmas írói örökségét, és művei tanulmányozása után döntött úgy, hogy a csagatájt mint irodalmi nyelvet használja a Báburnáme megalkotására.
Bábur 1507-ben még bevette Kandahárt az Argunoktól, azonban székvárosában, Kabulban vezérei lázadást szítottak ellene, és elkergették. Ekkor átmenetileg visszavonult Indiába erőt gyűjteni. Sejbáni eközben ostromolta Bábur újonnan meghódított területeit, és Bábur úgy ítélte meg, hogy gyenge lenne megtartani azokat, ezért nem bocsátkozott nyílt csatába ellenfelével. Ehelyett visszaszerezte Kabult a lázadóktól. Itt született fia Humájun 1508-ban harmadik feleségétől Máhímtól.
Sejbáni Kán 1510-ben konfliktusba került I. Iszmáíl perzsa sahhal, aki legyőzte a seregeit, és megölte őt 1510. december 2-án. Bábur szövetséget kötött a Szafavidákkal azzal a feltétellel, hogy Iszmail hűbérese lesz. A sah támogatásával a háta mögött Bábur bevonult Bukharába, ahol hadseregét látszólag felszabadítóként fogadták, hiszen a Timuridáknak nagyobb volt a legitimitása a lakosság körében, mint a trónbitorló üzbégeknek. 1511 októberében Bábur diadalmasan visszatért Szamarkandba, mintegy tízéves kihagyás után. Kihasználta azt a lehetőséget, hogy ősei területei jelentős ellenséges haderő nélkül maradtak, ezért 1511 októberében, immár a harmadik alkalommal elfoglalta Szamarkandot.

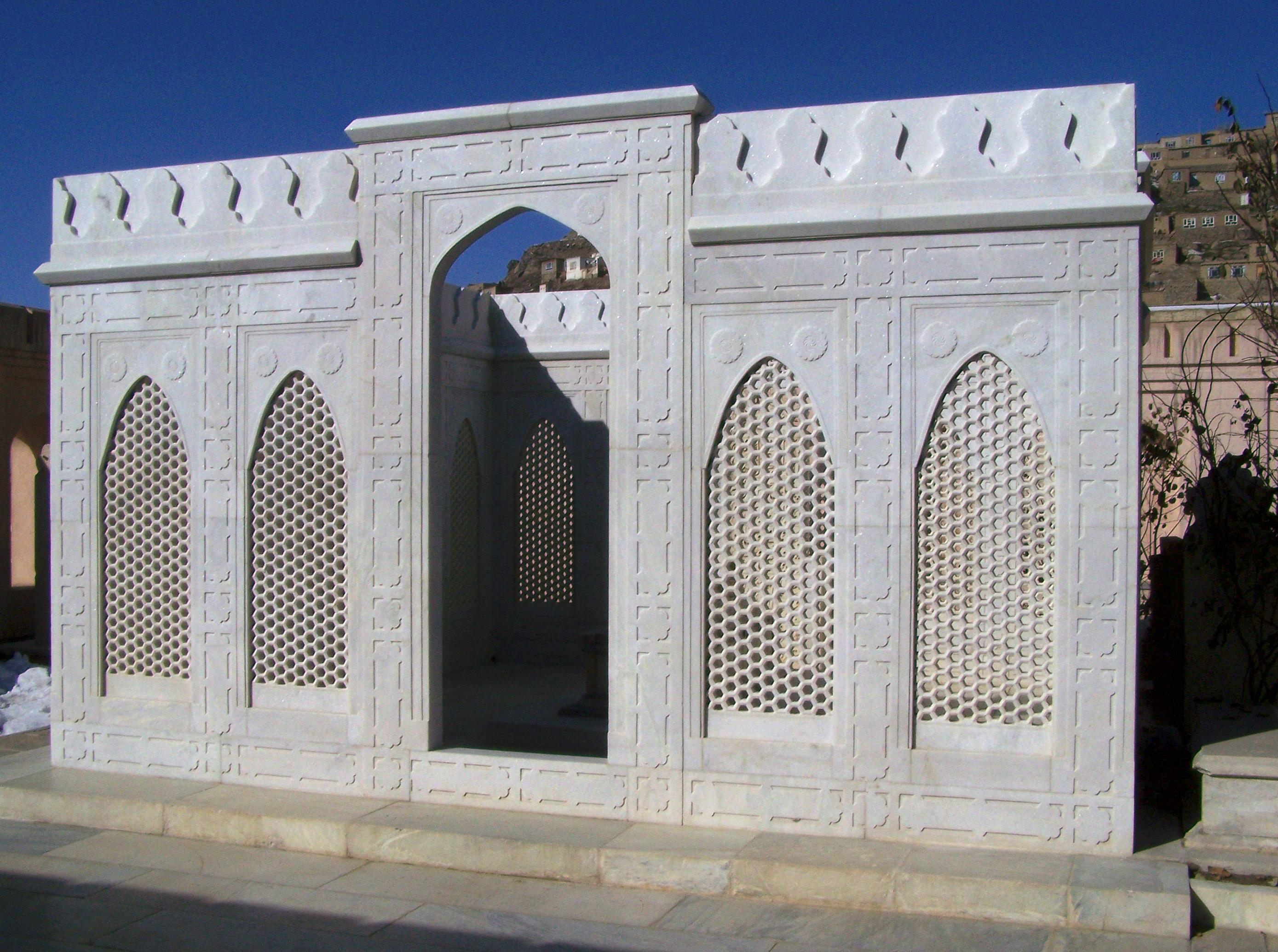
Bábur sírja Kabulban

Mint Iszmail Sah szövetségese kénytelen volt a síitákat is támogatni, sőt, látszólag áttért a síita hitre is, katonáit türkmén ruhába öltöztette. Ez számára előnyös volt, mivel ezzel nagy számú szövetségest is maga mögött tudhatott, azonban a térségben élő szunniták elpártoltak tőle. Amikor 1512 májusában Kul-i Maliknál megtámadták Sejbáni utódai, már nem tudta tartani a várost. A Gudzsuvannál 1512. november 12-én történt üzbég támadás után a szövetséges, de brutálisan intoleráns szafavida tábornok, Nadjim-i Thani is felmondta a szövetséget, ezzel Bábur utolsó kísérlete is meghiúsult arra, hogy megtartsa ősei városát. Mohammad-Hajdár, Bábur unokaöccse, aki hálás volt nagybátyja egykori támogatásáért, egyenesen ujjongott az üzbég győzelem és Bábur veresége felett, így bizonyítva, hogy nem ért egyet nagybátyja hitének átrendeződésével, legyen annak bármekkora politikai hozama is. Bábur széles látóköre, vallási toleranciája és felfogása, ennek ellenére, később Indiában jelentős hasznot hozott neki és utódainak egyaránt.
Két év Kunduz tartomány környéki kalandozás után Bábur visszatért Kabuli székhelyére, és több kisebb-nagyobb vállalkozást indított a déli és keleti területek megszerzésére. Számos kísérletet tett, hogy visszavegye a Argunok által újból elfoglalt Kandahárt, míg azt végül tárgyalások árán megszerezte és megszállta 1522-ben. Ettől kezdve erélyesebben fordult a hindusztáni területek felé, amelyek határait kisebb expedíciói már 1516-tól többször átlépték. Ekkor kapott meghívást Davlát Kán Loditól és Alám Loditól, a Delhi Szultán rokonaitól, hogy segítsen nekik megdönteni Ibrahim Lodi Delhi Szultán uralmát.
Bábur megjelent a hindusztáni körzetben, kisemmizte Davlat Kánt, és felhasználta Alám Kán afgán kapcsolatait arra, hogy megtámadja a Delhi Szultanátust. Rendkívüli stratégiai tehetségével és modern fegyvereivel a nála sokkal nagyobb túlerőben lévő szultáni sereget Pánipatnál, 1526 áprilisában megsemmisítette, majd bevonult Delhibe és Agrába. Hatalmát folyamatosan terjesztette ki a Gangesz vidékére, hamarosan uralta Dzsainpur, Gázipur tartományokat is. Bábur győzelme Citor fölött az 1527-es Khaunai csatában biztosította számára Rádzsasztán feletti ellenőrzést is. A Gangesz és Gogra találkozásánál a keleti afgánok fölött is győzedelmeskedett (Sak, 1529), ezzel már Bengáliát is uralta. Bábur 1530. december 26-án halt meg Agrában. Néhány évvel később helyezték el maradványait ma is ismert sírjába Kabulban.

## Művei

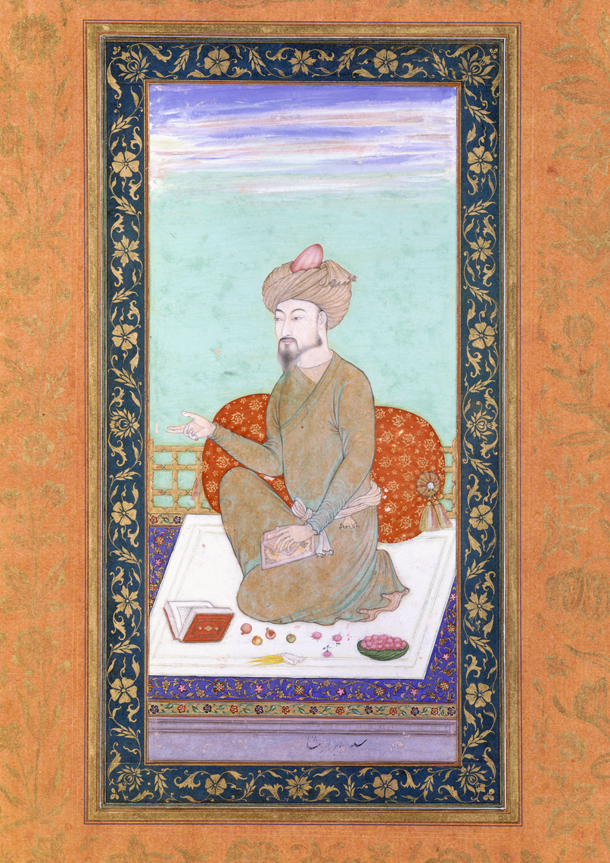
Bábur

### Báburnáme
Legismertebb műve a Báburnáme (Bábur könyve), amelyet csagatáj-török nyelven írt saját életéről, rendkívül élvezetes formában, szinte tárgyszerűen. Nem palástolja hibáit, tévedéseit, a műből egy ügyes és bátor katona életrajza bontakozik ki. Bár nem mindig nyilatkozik pártatlanul barátairól, vagy ellenségeiről, így például kivehető negatív viszonyulása legnagyobb riválisához, Sejbáni kánhoz, de ennek ellenére a Báburnáme sokkal megbízhatóbb, mint általában az ilyen jellegű művek. A mű megvilágítja szerzőjének tehetségét a körülötte lévő világ megfigyelésére és elemzésére, ahogy leírásaiban magyarázatokat fűz a műalkotásokhoz, növény- és állatvilághoz, jellemzi a népeket és egyéni karaktereket. Mint irodalmi mű, a Báburnáme egyszerű és tiszta nyelvet használ, természetes stílusban íródott, színes, élénk leíró részeket tartalmaz, az egyik legszebb példája nemcsak csagatáj, hanem a török prózának is általában.

### Arúz Riszáleszi
Az a Báburnáméból régóta ismert volt, hogy Bábur írt egy értekezést a verstanról, de ez a műve ismeretlen maradt 1922-ig, amikor M. Fuad Köprülü egy párizsi kéziratban felfedezte. Ez a munka nem tér el jelentősen a hasonló perzsa művektől, legfőbb jelentősége, hogy bizonyos török költők által használt arúz versformákról teljesebb képet ad, mint Bábur mestere Navái Mizán al-Avzán c. művében. A legtöbbet használt perzsa és török versformák metrikus felépítését elemzi, köztük néhány saját versét is. Bábur Díván c. műve végén olvasható, hogy az Arúz Riszáleszit 2-3 évvel indiai hadjárata előtt fejezte be, tehát 1525-25-ban.

### Mubajjan
Értekezés (masznavi), amelyet soronként három metrikus lábból álló versformában (triméter), illetve katalektikus sorokban írt 1521-ben (az Arúz Riszáleszi szerint) . Ebben a hanafita törvények néhány problémáját boncolgatja, valamint saját ügyekben kampányol. Ez az egyszerű didaktikai munka nem művészi szempontból fontos, hanem azt mutatja, hogy Báburt érdekelte az iszlám jog (fikh) és őszinte hanafi muszlim volt.

### Riszále-je Válidijja csagatáj fordítása
Riszále-je Válidijja („Szülői episztola”). Ennek a szúfi etikai munkának a szerzője Hvádzsa Ubajdalláh Ahrári neves közép-ázsiai szúfi volt, akit a Timuridák szellemi vezetőjüknek tekintettek. Ahogy a cím is mutatja, a művet Bábur atyjának szentelte. A fordítása 1528-1529-ben készülhetett, és részét képezi Bábur Díván c. művének. Ez egy „masznavi” (értekezés), és összesen 243 sorban, katalektikus triméterben („ramál”) íródott. Bár kellemesen és egyszerűen van írva, nem az esztétikai értéke miatt érdekes, hanem Bábur szúfi irányultságát példázza.

### Díván
Ennek a műnek nagy része is török, de tartalmaz perzsa nyelven írt verseket is, amelynek összefoglaló tételeit megemlíti a Báburnáme is. Több versformában alkotott török, perzsa nyelven is, de igazán a csagatáj nyelvű költészetben érezte otthon magát. Ebben a művében Bábur kipróbálta az akkoriban divatos irodalmi műfajokat, és kirándulásokat tett a költészet különböző területein. A versformák között megtalálhatók a gazálok, masznavik, rubák és sok egyéb perzsa, törökös kifejezési eszköz. A versek nem a klasszikus elrendezést követik, sőt nem állapítható meg logikai elv sem a felépítésben. Bábur verseléstechnikája nem volt rosszabb, mint bármelyik 15. századi csagatáj költő művészete, gondolatait, érzéseit világos stílusban fejezi ki.
A szúfi misztikus dalok a szerelemről és a borról a kor divatja szerint nála is visszatérő témák. A versei utalnak a törökök bátorságára, és büszke arra, hogy ő is török. Látszik korábbi költők befolyása is, különösen Naváié, de azoknak nem szolgai másolatai. Néha engedett az akkoriban divatos török és perzsa irányzatoknak is, de művei így is világosak, egyszerűek és természetesek. Ebben a tekintetben követője volt annak a szellemi irányzatnak, amelyik elindítója az őt megelőző században Navái volt, és amely nemcsak Khurasan, hanem a Timuridák fennhatósági területein érvényesült. Bábur irodalmi hatása érezhető volt az őt követő csagatáj költők munkáiban is.

## Ajánlott források
- Az emberiség krónikája. Szerk. Bodo Harenberg. 5. bőv. kiad. Budapest: Officina Nova. 1994.  ISBN 963-8185-76-7